# Status di osservatore
Lo status di osservatore è un privilegio concesso da alcune organizzazioni ad entità non ancora appartenenti per dar loro l'opportunità di partecipare alle attività dell'organizzazione. Lo status di osservatore è spesso concesso da organizzazioni intergovernative (OIG) agli Stati non membri e alle organizzazioni internazionali non governative (ONG) che hanno un interesse nelle attività delle OIG. Gli osservatori in genere hanno una limitata capacità di partecipare alla OIG non avendo possibilità di votare o proporre risoluzioni.

## Nazioni Unite
L'Assemblea Generale delle Nazioni Unite è una OIG che può concedere lo status di osservatore. Le Nazioni Unite accolgono molte agenzie internazionali, enti e Stati non membri in qualità di osservatori che hanno il diritto di partecipare agli incontri dell'Assemblea Generale, ma non hanno né diritto di voto né di deliberazione.
Gli Stati non membri con status di osservatore sono di fatto implicitamente riconosciuti come Stati sovrani ed hanno facoltà di presentare petizioni e aderire come membro a pieno titolo, a loro discrezione. Gli unici Stati osservatori presso le Nazioni Unite sono la Città del Vaticano e la Palestina. La Svizzera ha mantenuto tale status fino a diventarne Stato membro. Tra gli altri, il Sovrano ordine di Malta ha status di osservatore, anche se non come Stato, ma come entità. 
Tutte le Organizzazioni accreditate in Status Consultivo sono Osservatori Permanenti presso Le Nazioni Unite.
Le organizzazioni in Status Consultivo possono designare propri Rappresentanti Permanenti presso tutte le sedi delle Nazioni Unite.
Lo status di osservatore è garantito da una risoluzione dell'Assemblea Generale delle Nazioni Unite. Anche altre organizzazioni internazionali (comprese le altre agenzie delle Nazioni Unite) possono concedere lo status di osservatore.